# Melichthys vidua
Melichthys vidua es una especie de peces de la familia Balistidae en el orden de los Tetraodontiformes.

## Morfología
Pueden llegar alcanzar los 40 cm de longitud total.

## Distribución geográfica
Se encuentra desde las  costas del África Oriental hasta las de Durban (Sudáfrica), las de Hawái, las de las Islas Marquesas, las de las Tuamotu, las del sur del Japón, las del sur de la Gran Barrera de Coral y de Nueva Caledonia.